# 1938 en Bretagne
 Chronologie de la Bretagne
- 1934
- 1935
- 1936
- 1937
- 1938
- 1939
- 1940
- 1941
- 1942

Cette page recense des événements qui se sont produits durant l'année 1938 en Bretagne.

## Société

### Naissance
- 30 juin à Brest :  Michel Jan, écrivain français. Militaire de carrière (Armée de l’Air) et sinisant, il s’est spécialisé dans les relations internationales et l’Extrême-Orient, avec un intérêt particulier pour les régions des marches de l’empire chinois.

## Politique

### Élections sénatorialesdu23 octobre
Sont élus ou réélus :
- Pour le Finistère : François Halna du Fretay (élu)[1], Ferdinand Lancien (réélu)[2], Victor Le Gorgeu (réélu)[3].